# Vi ranci
El vi ranci, vi bo o vi de pair és un vi sec tradicional que envellit amb oxidació adquireix unes característiques pròpies de tast i un color d'or vell.
El vi ranci pot ser blanc, elaborat a partir de garnatxa blanca i macabeu, o negre a partir de garnatxa negra. La riquesa en sucres del raïm ha de ser superior a 12° Baumé i el grau alcohòlic volumètric natural no inferior a 12% vol.
Després de la fermentació completa o parcial dels sucres del raïm, es fa un envelliment oxidatiu en ambients d'humitat molt reduïda. Normalment aquest procés és el conegut com a sol i serena, continuat per un envelliment mínim d'un any en envàs de roure. S'assoleix una elevada concentració d'alcohol, entre 15% vol i 22% vol, i de vegades s'addiciona alcohol vínic.
El vi ranci de criança té un envelliment mínim de quatre anys, dels quals un mínim de tres en envàs de roure. Com que el vi minva, cada any s'ha d'acabar d'omplir la bóta afegint-hi la quantitat que ha perdut. Tradicionalment els cellers hi destinaven la bóta més vella anomenada «padrina», «bóta del racó» o botall. A cada verema s'hi afegia vi novell que barrejat amb el vi vell adquiria ràpidament les característiques del vi ranci.
S'ha de diferenciar el vi ranci del defecte d'un vi rovellat, que s'ha tornat ranci a causa d'una oxidació ràpida per defecte del vi o per mala conservació.
S'elaboren vins rancis de qualitat VQPRD a les DO Alella, DO Conca de Barberà, DO Empordà, DO Montsant, DO Pla de Bages, DOQ Priorat, DO Tarragona, DO Terra Alta i DO València, i a la Catalunya del Nord a les AOC Banyuls, AOC Maurí i AOC Ribestaltes.
Un vi ranci tradicional és el fondellol de la DO Alacant. S'elabora amb raïm sobre-madurat de monestrell. Té un grau alcohòlic natural adquirit fins a 18° i s'envelleix un mínim de deu anys en bótes de roure.